# Participerende observatie
Participerende observatie is een onderzoeksmethode waarbij de onderzoeker probeert een nauwe band op te bouwen met een groep of individu. Deze methode wordt vooral beoefend binnen de antropologie. De methode bestaat uit het meedoen (participatie) met allerlei dagelijkse activiteiten in de natuurlijke omgeving van de onderzochten. Het is ontstaan door het veldwerk van Bronisław Malinowski en Franz Boas.